# EF-151
A EF-151 é uma ferrovia longitudinal brasileira, em bitola larga, com aproximadamente 4.155 km, projetada para se tornar a espinha dorsal do transporte ferroviário no Brasil, interligando as malhas ferroviárias que dão acesso aos principais portos e regiões produtoras do país, que até então estavam regionalmente isoladas. Também é chamada de Ferrovia Norte-Sul.
Quando concluída, a ferrovia passará pelos estados do Pará, Maranhão, Tocantins, Goiás, Minas Gerais, São Paulo, Paraná, Santa Catarina e Rio Grande do Sul. Está dividida em sete trechos:
- Barcarena (PA) – Açailândia (MA), com aproximadamente 477 km de extensão - (trecho em projeto)
- Açailândia (MA) – Porto Nacional (TO), com 720 km de extensão - (trecho em operação)
- Porto Nacional (TO) – Anápolis (GO), com 855 km de extensão - (trecho concluído)
- Ouro Verde de Goiás (GO) – Estrela d'Oeste (SP), com 684 km de extensão - (trecho em obras)
- Estrela d'Oeste (SP) – Panorama (SP), com aproximadamente 264 km de extensão - (trecho em projeto)
- Panorama (SP) – Chapecó (SC), com aproximadamente 951 km de extensão - (trecho em projeto)
- Chapecó (SC) – Rio Grande (RS), com aproximadamente 833 km de extensão - (trecho em projeto)